# Pachydactylus sansteynae
Pachydactylus sansteynae — вид геконоподібних ящірок родини геконових (Gekkonidae). Ендемік Намібії.

## Поширення і екологія
Pachydactylus sansteynae мешкають в прибережних районах пустелі Наміб, між річками Кунене і Омаруру, на відстані до 20 км від узбережжя. Вони живуть в прибережній пустелі Берега Скелетів, під валунами і в тріщинах серед скель.